# 聖別
聖別（せいべつ、ギリシア語: ἁγιασμός, 英語: consecration）は、カトリックや聖公会などで使用される神学用語。正教会では成聖（せいせい）という。

## 西方教会
聖別とは、人や物、とくに礼拝で使用する器具などを聖なるものとして、他の被造物と別のものとすることである。通常は司教（主教）や司祭などの聖職者の祈りによって聖別を行なう。聖別されたものは、聖別解除がなされるまでは宗教上用いる聖なるものとされ、他の目的に使用することはできないとされている。

### 聖公会における聖別
聖公会においては大きく分けて3つの聖別がある。聖体の聖別、聖職者の聖別、ものの聖別である。いずれも物質（人）を神に仕えるために用いるために、聖なるものとする行為である。中でも、聖餐式中の聖体の聖別は最も重要な秘蹟（サクラメント）の1つとされているため、器具の聖別とは同列に扱うことは出来ない。

#### 聖体の聖別
聖餐式において、聖体の感謝聖別が行なわれる。パンと赤葡萄酒は、聖別を受けた後は、キリストの肉と血へと変化し聖体となる。礼拝に参加している信徒はこれを拝領することになる。
聖餐式の中では、イエスが聖体を制定した聖書の故事を元にした式文が読み上げられる。このとき、司式者(主教･司祭)は式文を唱えながらパンを裂き、ぶどう酒の入ったチャリス(杯)と共に掲げる。聖別後は、パンとぶどう酒は聖体に変化しているため、粗末に扱って汚聖することは許されない。そのため、司式者は信者の聖体拝領後にパンを裂いたときの屑を、チャリスに入れる。また、チャリスの上で指先を洗い、指先についた粉もチャリスの中に入れて、残ったぶどう酒と共に飲み干す事になっている。
聖餐式以外では、病床にある人のために聖体を聖堂外に持ち出すこともあるが、ブレッドボックスなどの専用のケースに納められ、紛失、汚損がないようにしなければならない。

#### 聖職者の聖別
聖職の任命式である主教按手、司祭按手、執事按手の中で聖職者の頭に手を置き、聖霊を注ぐことによって聖別が行なわれる。これらの按手はカトリックで言う叙階の秘蹟に相当するものである。
按手は堅信式においても行なわれるが、この場合は聖別とは言わない。また、伝道師は認可されるが聖別はされない。聖婚式などで祝福を受けることもあるが、これも祝福・祝別であって聖別とは区別されている。

#### 建造物・器具の聖別
祈祷書中には礼拝堂聖別式の式文がある。礼拝堂を聖別することが出来るのは原則として主教だけである。礼拝堂内の器具については、洗礼盤、聖書台、説教壇が奉献されるのに対し、礼拝堂そのものと、聖体聖別が行なわれる聖卓だけは聖別されることになっている。
聖別された礼拝堂を取り壊すためには聖別解除を行なわなければならない。

## 東方教会

### 正教会における成聖

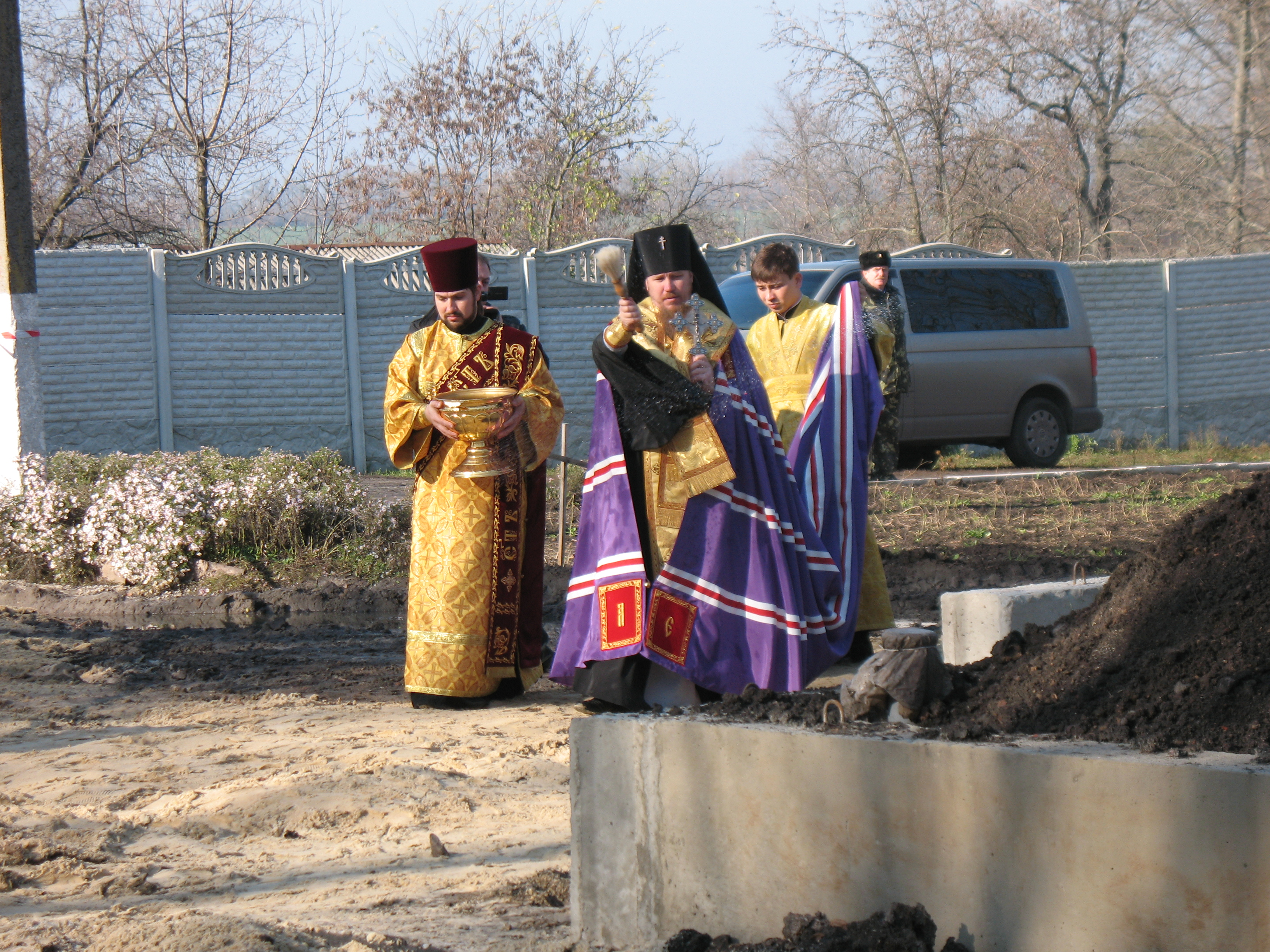
聖堂建設予定地に聖水を撒いて成聖する主教

正教会において、成聖（「聖なるものと成す」の意）とは、神とのつながりを回復することを指す。物品の神とのつながりを回復することを指して成聖とすることの他、人が成聖されることについても概念が存在し、聖人は神から与えられた賜物をもって成聖を成し遂げた者とも位置づけられる。
正教会には成聖者という聖人の称号があるが、これは主教であった聖人に対する称号となっている。
物品を成聖する際には成聖式（）が行われる。司祭、詠隊などによる奉神礼では、成聖の対象となる物品に聖水が振り掛けられる。
成聖の対象となる物品には、聖堂・聖器物・祭服・イコン・十字架といった奉神礼に使用するものだけでなく、パスハ・クリーチ・イースターエッグ・パン・葡萄酒・油といった食品や、土地建物といった不動産、自動車などの乗り物、果物など、日常生活に密着したものまで様々なものが含まれる。
聖水式は水が成聖される奉神礼であり、この時成聖された聖水が、成聖を行う成聖式において、祈祷が行われるとともに対象となる物品に振りかけられる。成聖式は、七件機密には数えられていない。